# Aerobiologie
Aerobiologia este o ramură a biologiei care studiază ființele care sunt în aer. (  Păsările )